# Pērkone
Pērkone är en ort i Lettland.   Den ligger i kommunen Nīcas novads, i den västra delen av landet, 200 km väster om huvudstaden Riga. Pērkone ligger 5 meter över havet och antalet invånare är 139.
Terrängen runt Pērkone är mycket platt. Havet är nära Pērkone västerut. Runt Pērkone är det glesbefolkat, med 9 invånare per kvadratkilometer. Närmaste större samhälle är Liepāja, 5,5 km norr om Pērkone.